# Whole Earth Catalog
Whole Earth Catalog  foi um catálogo americano de contracultura desenvolvido entre 1968 e 1972, e ocasionalmente em outros anos antes de 1998.
Listava vários productos que estiveram na moda durante este ínterim de tempo, apesar de que o próprio catálogo propriamente dito não fornecia ou vendia tais produtos.
Entre os leitores assíduos do catálogo, estava Steve Jobs, de onde ele retirou a frase "Stay hungry, stay foolish."

## Literatura
Algumas das obras informativas sobre o catálogo:
- Binkley, Sam (2007), Getting Loose: Lifestyle Consumption in the 1970s, Durham: Duke University Press.
- —————— (2003), «The Seers of Menlo Park: The Discourse of Heroic Consumption in the 'Whole Earth Catalog», Journal of Consumer Culture, 3 (3): 283–313.
- Kirk, Andrew G (2007), Counterculture Green: The Whole Earth Catalog and American Environmentalism, Lawrence: Univ. of Kansas Press.
- Markoff, John (2005), What the Dormouse Said: How the Sixties Counterculture Shaped the Personal Computer Industry, New York: Penguin.
- Rheingold, Howard (2000) [1993], The Virtual Community, Cambridge: MIT Press.
- Roszak, Theodore (1994) [1986], The Cult of Information, Berkeley: University of California Press.
- —————— (1986), From Satori to Silicon Valley, San Francisco: Don't Call It Frisco Press.
- Turner, Fred (2006), From Counterculture to Cyberculture: Stewart Brand, the Whole Earth Network, and the Rise of Digital Utopianism, ISBN 0-226-81741-5, University of Chicago Press